# Alf Sjöberg
Alf Sjöberg (21 de junho de 1903 — 16 de abril e 1980) foi um cineasta e diretos sueco. Ganhou a Palma de ouro e o Festival de Cannes duas vezes: em 1946 por Torment, em sueco Hets, e em 1951 pelo su filme Miss Julie, em sueco Fröken Julie, uma adaptação de uma peça de August Strindberg, junto com Miracle in Milan de Vittorio de Sica
Apesar do seu sucesso com os filmes Torment (1944) e Miss Julie, Alf Sjöberg era acima de tudo, e em primeiro lugar, um diretor de cenário; talvez os melhores na Royal Dramatic Theatre (ao lade de, primeiro, Olof Molander e, depois, Ingmar Bergman). Ele  foi o primeiro diretor da Royal Dramatic Theatre nos anos de 1930 a 1980, onde organizou um grande número de refilmagens e produções históricas. Sjöberg foi também um pioneiro da TV sueca ( em 1955, sua produção Hamlet foi um marco milionário nacional)
Sjöberg morreu em um acidente de carro no caminho para a Royal Dramatic Theatre, em Estocolmo

## Filmografia

### Ator
Ingemarsarvet (The Ingmar Inheritance) (1925)

Ådalens poesi (1928)

Resan Bort (1945)

### Diretor
Den starkaste (1929)

Med livet som insats (They Staked Their Lives) (1940)

Den blomstertid (1940)

Hem från Babylon (1941)

Himlaspelet (The Heavenly Play) (1942)

Kungajakt (1944)

Torment (1944)

Resan bort (1945)

Iris och löjtnantshjärta (Iris and the Lieutenant) (1946)

Bara en mor (Only a Mother) (1949)

Miss Julie (1951)

Barabbas (1953)

Karin Månsdotter (1954)

Vildfåglar (Wild Birds) (1955)

Sista paret ut (Last Couple Out) (1956)

Domaren (The Judge) (1960)

Ön (1966)

Fadern (The Father) (1969)

### Escritor
Med livet som insats (They Staked Their Lives) (1940)

Den blomstertid (1940)

Hem från Babylon (1941)

Bara en mor (Only a Mother) (1949)

Himlaspelet (The Heavenly Play) (1942)

Resan bort (1945)

Fröken Julie (Miss Julie) (1951)

Karin Månsdotter (1954)

Vildfåglar (Wild Birds) (1955)

Domaren (The Judge) (1960)

Ön (1966)